# Halsbandssångare
Halsbandssångare (Curruca boehmi) är en afrikansk fågel i familjen sylvior inom ordningen tättingar.

## Utseende och läten
Halsbandssångaren är en rätt liten (12 cm) och kompakt Sylvia-sångare med lång stjärt och stort huvud. Fjäderdräkten är karakteristisk med svart bröstband, ljusa ögon, mörka fläckar på strupen, vita yttre stjärtpennor och vita vingband. Undersidan är i övrigt vit, på undergumpen och flankerna rostfärgad, medan den är grå på huvud och ovansida. Bland lätena hörs ginssliga "chik-wurra chick wurr", medan sången är en blandning av musikaliska visslingar och mer dissonanta skallrande och knarrande ljud.

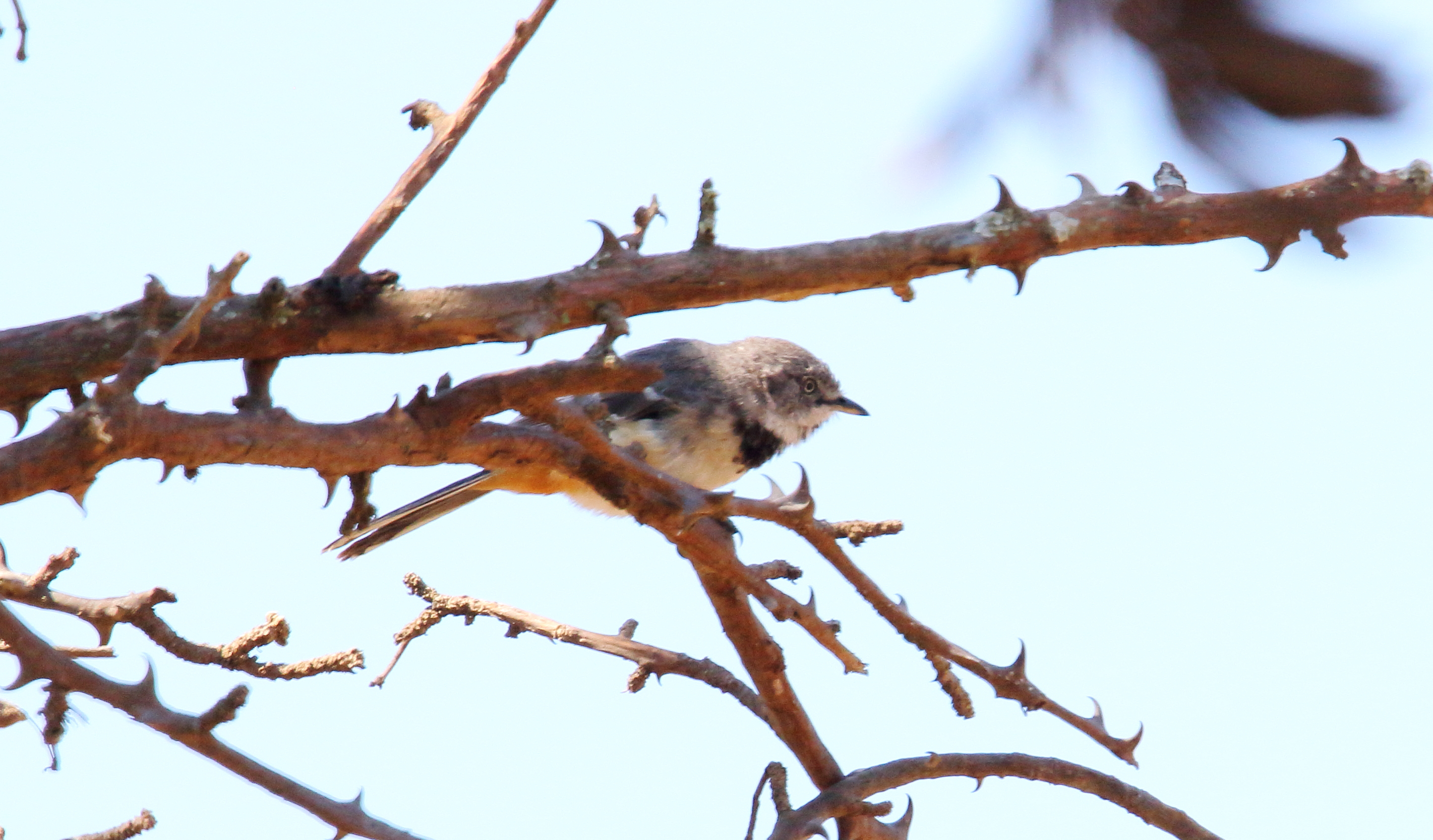

## Utbredning och systematik
Halsbandssångare delas in i tre underarter med följande utbredning:
- somalica – förekommer i Etiopien och Somalia
- marsabit – nordcentrala Kenya
- boehmi – södra Kenya och Tanzania

### Släktestillhörighet
Tidigare placerades den i släktet Parisoma och behandlades som en medlem av familjen timalior. Genetiska studier visar dock att den är en del av sylviorna. Där placerades den initialt i släktet Sylvia. Enligt studier från 2019 består dock Sylvia av två klader som skildes åt för hela 15 miljoner år sedan. Dessa delas allt oftare upp i två skilda släkten, varvid halsbandssångaren förs till Curruca.

## Levnadssätt
Halsbandssångaren hittas i trädkronor i buskar och träd på torr savann, i akaciasnår och i flodnära buskmarker. Födan är dåligt känd, men den har setts ta insekter, små bär och ibland frön. Fågeln häckar mellan november och juni, med en topp i maj–juni.

## Status och hot
Arten har ett stort utbredningsområde och en stor population med stabil utveckling och tros inte vara utsatt för något substantiellt hot. Utifrån dessa kriterier kategoriserar internationella naturvårdsunionen IUCN arten som livskraftig (LC). Världspopulationen har inte uppskattats men den beskrivs som lokalt frekvent förekommande.

## Namn
Fågelns vetenskapliga artnamn hedrar Richard Johann Constantin Böhm (1854-1884), tysk zoolog, upptäcktsresande och samlare av specimen verksam i tropiska Afrika.